# 高岡 (つくばみらい市)
高岡（たかおか）は、茨城県つくばみらい市にある地名。郵便番号は300-2301。
　

## 概要
つくばみらい市の中部に位置し、地域内を茨城県道・千葉県道3号つくば野田線と茨城県道19号取手つくば線が通っている。旧伊奈地区の最北部に位置し、2つの県道はつくば市谷田部地区へと続いている。また、地域内には国の重要無形民俗文化財の高岡流綱火を継承する高岡愛宕神社や筑波カントリークラブがある。住宅が点在し、つくば市との境付近が農地となっている。
東は狸穴・つくば市境松、西は伊奈東、南は板橋、北は善助新田・つくば市みどりの南・片田・飯田・根崎と接している。

## 沿革
- 1871年12月25日（明治4年11月14日） 廃藩置県により新治県筑波郡高岡村となる。
- 1875年（明治8年）5月7日 県の統合により茨城県筑波郡高岡村となる。
- 1889年（明治22年）4月1日 筑波郡板橋村、大和田村、神生村、高岡村、野掘村、狸穴村、南太田村、勘兵衛新田、重右衛門新田、武兵衛新田と合併し、筑波郡板橋村大字高岡となる。
- 1955年（昭和30年）6月1日 筑波郡伊奈村に編入、筑波郡伊奈村大字高岡となる。
- 1985年（昭和60年）4月1日 町制施行により、筑波郡伊奈町大字高岡となる。
- 2006年（平成18年）3月27日 筑波郡谷和原村と合併・市制施行し、つくばみらい市高岡となる。

## 世帯数と人口
2017年（平成29年）8月1日現在の世帯数と人口は以下の通りである。
| 大字 | 世帯数  | 人口  |
| ---- | ------- | ----- |
| 高岡 | 170世帯 | 433人 |

## 交通
つくば市谷田部地区・JR常磐線取手駅を結ぶ路線バスが走っている。2010年4月3日までは、つくばみらい市コミュニティバス「みらい号」の東ルートが地域内を走っていたが、同年4月5日からのルートの見直しにより、同地区はルートから外れることとなった。

### 路線バス
地域内には「筑波ゴルフ場」、「大山」、「高岡」、「二階」、「畔橋」停留所がある。
| 主要経由地                                               | 行先       | 運行会社  |
| -------------------------------------------------------- | ---------- | --------- |
| 畔橋・高岡・筑波ゴルフ場・豊体・谷井田・大橋・白山八丁目 | 取手駅西口 | ■関東鉄道 |
| 畔橋・みらい平駅・高波・谷井田・大橋・白山八丁目         | 取手駅西口 | ■関東鉄道 |
| 筑波ゴルフ場・高岡・畔橋・つくば工科高校・谷田部四ツ角   | 谷田部車庫 | ■関東鉄道 |
| （みらい平駅）・畔橋・つくば工科高・谷田部四ツ角         | 谷田部車庫 | ■関東鉄道 |

## 小・中学校の学区
市立小・中学校に通う場合、学区は以下の通りとなる。
| 番地 | 小学校                     | 中学校                       |
| ---- | -------------------------- | ---------------------------- |
| 全域 | つくばみらい市立板橋小学校 | つくばみらい市立伊奈東中学校 |

## 施設
- 高岡愛宕神社
- 筑波カントリークラブ
- 高岡公民館